# Stewart Houston
Stewart Mackie Houston (* 20. August 1949 in Dunoon) ist ein ehemaliger schottischer Fußballspieler und -trainer.

## Leben und Karriere

### Spielerkarriere
Houston begann seine Karriere in der Jugend der Glasgow Rangers. 1967 kam seine erste Profistation, der FC Chelsea. Mit den Blues wurde er englischer Pokalsieger und gewann den Europapokal der Pokalsieger 1971. In den Jahren 1972 und 1973 spielte er beim FC Brentford, ehe er von Manchester United verpflichtet wurde. Bei den Red Devils gewann er zum zweiten Mal den englischen Pokal. 1980 ging er für drei Jahre zu Sheffield United und die nächsten drei Jahre bis zu seinem Karriereende war Houston bei Colchester United unter Vertrag. International spielte er einmal für die schottische Fußballnationalmannschaft. 

### Trainerkarriere
Houston begann seine Trainerkarriere 1986 als Co-Trainer von George Graham beim FC Arsenal. Er blieb seinem Trainer bis Februar 1995 treu. Graham musste wegen eines Schmiergeldskandals abdanken und der Schotte übernahm bis Juni das Zepter bei den Gunners. Unter seiner Leitung kam die Mannschaft bis ins Finale des europäischen Pokalsiegerbewerbs, welches verloren ging. Im Juni 1995 wurde er wieder Co-Trainer. Nach der Abdankung von Bruce Rioch übernahm er die Gunners zum zweiten Mal von August bis September 1996. Arsène Wenger wurde Trainer der Gunners und Houston ging zu den Queens Park Rangers, um die dortige Mannschaft zu trainieren. Nach wenig Erfolg wurde er entlassen und wieder Co-Trainer von George Graham, als dieser Tottenham Hotspur trainierte. 2002 wurde der Schotte noch kurzfristig Trainer des FC Walsall.

### Erfolge
alle als Spieler 
- 2 × englischer Pokalsieger mit dem FC Chelsea (1970) und Manchester United (1977)
- 1 × Europapokal der Pokalsieger mit dem FC Chelsea (1971)